# Tropico 4
Tropico 4 är ett datorspel från 2011 utvecklat av Haemimont Games, utgivet av Kalypso Media. Spelet är ett konstruktions- och förvaltningsspel, med fokus på att bygga en stad. Spelet rör sig kring en central figur, El Presidente, en president i en bananrepublik.
1. ↑  läs online, cdaction.pl , läst: 4 februari 2025.[källa från Wikidata]